# Гирвас (озеро)
Ги́рвас — пресное озеро в Мурманской области в юго-западной части Кольского полуострова.

## География
Озеро расположено в юго-западной части Мурманской области в крайней южной части Кольского района в 17 километрах к востоку от российско-финляндской границы в 20 километрах к северу от Ковдора у юго-восточной границы Гирвасского заказника. Находится на высоте 102,8 метров над уровнем моря.
Относится к бассейну Баренцева моря, связывается с ним через реку Гирвас. Лежит в холмистой, лесистой, сильно заболоченной местности. Высота окрестных возвышенностей достигает 250 метров, самые крупные из них: гора Кундас (205 метров), высота 243,7 метров, высота 188 метров и высота 184,8 метров.
Со всех сторон к озеру прилегают участки болот. Берега покрыты сосновым и сосново-берёзовым лесом с высотой деревьев до 17 метров.

## Описание
Площадь Гирваса составляет 17,4 км², это 39-е по площади озеро Мурманской области. Длина береговой линии — около 52 километров.
Озеро имеет неровную вытянутую с северо-запада на восток форму с множеством заливов и мысов. Состоит из двух частей: самого озера длиной около 10 километров и шириной до 2,7 километра и крупного залива в южной части — губы Фадеева, размерами 3×2,5 километра. Из губы Фадеева в свою очередь выходит небольшая губа Михайлова длиной менее километра, а из самого озера в восточной части — губа Медвежья, длиной около 800 метров. С запада и с востока в озеро вдаётся три узких безымянных полуострова длиной от 1 до 1,5 километра.
Берега пологие. По всей территории озера разбросаны небольшие пологие безымянные острова, размеры самых крупных из которых не превышают 200 метров.
В западную оконечность озера впадает текущая с юго-запада река Тепси и оттуда же вытекает на север река Гирвас. С юга в губу Фадеева впадает река Ноде. Кроме того, несколько небольших порожистых ручьёв стекает в озеро с окрестных сопок, а в восточную часть озера впадает река Седм и безымянная протока, соединяющая Гирвас с лежащими к юго-востоку озёрами Зимнее и Голубое.
Вокруг Гирваса лежит множество других озёр несколько меньших размеров. Самые крупные из них: Саптозеро — в 7 километрах к северу (соединено с Гирвасом безымянным ручьём), озёра Верхнее, Нижнее и Долгое (по реке Седм, в 5,7/3,3/6,4 километрах, соответственно), Водозеро — в 9,3 километрах к юго-востоку, Ноде — в 3,2 километрах к югу по реке Ноде, Каменное — в 2,5 километрах к югу и Тембозеро — в 5 километрах к юго-западу по реке Тепси.
У северного побережья озера находится несколько бараков, от которых к подножью горы Кундас ведёт зимняя дорога, а у южного берега губы Фадеева находится рыбацкая изба, от которой начинается зимник, ведущий на юго-запад до автомобильной дороги на Ковдор.

## Этимология
Название озера происходит от саамского сэрвес — олень-самец, или от поморского слово хирвас, имеющее то же значение.
У местных жителей — саамов, существует легенда о происхождении этого названия, повествующая о том, что на этом озере когда-то два охотника, несмотря на запрет отца, убили вожака оленьего стада, который умерев, превратился в огромный камень посередине озера.